# 保罗·安德森 (帆船运动员)
保罗·安德森（英語：Paul Anderson，1935年2月26日—2022年3月7日），英国男子帆船运动员。他曾代表英国参加1968年夏季奥林匹克运动会帆船比赛，获得一枚铜牌。他于2022年3月去世，享年87岁。